# Lidia Kopania
Lidia Kopania-Przebindowska (født 12. maj 1978 i Koluszki, Polen) er en polsk sangerinde, der repræsenterede Polen i Eurovision Song Contest 2009 i Moskva, Rusland med sangen "I don't wanna leave".

## Diskografi

### Studiealbum
- 2006 : "Intuicja"
- 2008 : "Przed świtem"

### Singler
- 1998 "Niezwykły dar"
- 2006 "Sleep"
- 2006 "Hold On"
- 2007 "Twe milczenie nie jest złotem"
- 2008 "Tamta Łza"
- 2008 "Rozmawiać z tobą chce"
- 2009 "I Don't Wanna Leave"